# Seewiesenweiher bei Steinau an der Straße
Seewiesenweiher bei Steinau an der Straße ist ein Naturschutzgebiet auf dem Gebiet der Stadt Steinau an der Straße im Main-Kinzig-Kreis in Hessen. Das Naturschutzgebiet liegt nördlich der Kernstadt von Steinau an der Straße, östlich der Landesstraße L 3179 und des Steinaubaches.

## Bedeutung
Das 5,87 ha große Gebiet mit der Kennung 1435088 ist seit dem Jahr 2001 als Naturschutzgebiet ausgewiesen.